# Ingeborg Oderwald

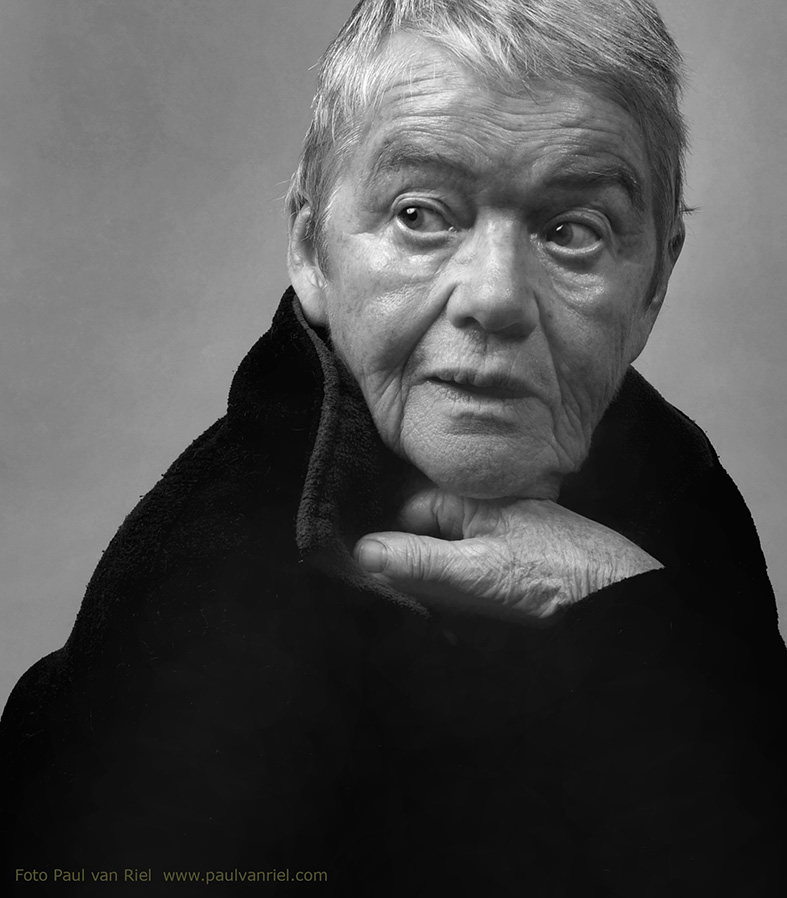
Ingeborg Oderwald, 2011

Ingeborg Hulda Oderwald (* 19. Juni 1932 in Ulrum) ist eine niederländische Malerin und Grafikerin.

## Leben und Werk
Ingeborg Oderwald erhielt Privatunterricht bei dem Zeichner Henk Broer in Amsterdam, besuchte die Gerrit Rietveld Academie und belegte verschiedene Kurse, unter anderem im Amsterdams Grafisch Atelier. Sie war Schülerin der Kunstgewerbeschule Quellinus (Kunstnijverheidsschool Quellinus) in Amsterdam und erhielt Figurenzeichenunterricht bei Dirk ten Hoedt.
Bei den Jubiläumsfeierlichkeiten des ASVA Studentenvakbond 1955 im Oudemanhuispoort, Universiteit van Amsterdam, gewann sie den ersten Preis für Bildende Kunst. 1977 gewann sie mit ihrem Roman „Nellie“ den ersten Preis für Literatur bei dem Jubiläumswettbewerb der Vereniging van Vrouwen met een Academische Opleiding (Verein der Frauen mit akademischer Bildung), der mit einem Geldpreis von 1.000 Gulden verbunden war.
Oderwald hat ihr Atelier in Amstelveen und ist Mitglied von De Onafhankelijken, dem Nederlandse Kring van Tekenaars und des Kunstcentrum Bergen. Sie fertigt Radierungen, Grafiken, Zeichnungen und Gemälde und ist als Autorin tätig. Ihre Illustrationen in verschiedenen Formaten erscheinen in Jahrbüchern und Zeitschriften. Ihr Roman „Nellie“ wurde 1979 im feministischen „Verlag Sara“ in Amsterdam veröffentlicht.
Werke von Ingeborg Oderwald befinden sich in den Sammlungen des Rijksmuseum Amsterdam und des Amsterdamer Stadtarchivs sowie in den Sammlungen verschiedener Provinzen und Gemeinden. Ihr literarisches Werk wird im Atria, instituut voor vrouwengeschiedenis aufbewahrt.

## Ausstellungen (Auswahl)
- 1977: Gemälde. Cultureel Centrum, Amstelveen
- 1977: FThema Selbstporträt. Frauenzentrum Amazone, Amsterdam
- 1979: S.A.P. Woman’s Building, Los Angeles
- 1982: Künstlerzentrum, Bergen
- 1983: Radierungen. Künstlerzentrum, Bergen
- 1986: Grafikmappe Waterland. Museum Waterland, Purmerend
- 1993: Zaans Historisch Museum, Zaanstad
- 1994: Afbraak. de Onafhankelijken, Schloss Groeneveld, Baarn
- 1998: Triënale. Cobra Museum, Amstelveen
- 2003: Land in Zicht. Stedelijk Museum, Alkmaar
- 2006: Westfries Museum, Hoorn
- 2007: Fries Grafisch Museum, Joure
- 2010: Nederlandse Kring van Tekenaars, Räume der Genootschap Pictura, Groningen
- 2011: Stadsmuseum, Woerden
- 2012: Natuurmuseum Fryslan, Leeuwarden
- 2014: Triënnale. van der Togtmuseum, Amstelveen[4]